# Општина Аштилеу (Бихор)
Аштилеу (рум. Aştileu) општина је у Румунији у округу Бихор.
Oпштина се налази на надморској висини од 252 m.